# Georg Schmidt
Georg Schmidt (7 aprile 1927 – 6 luglio 1990) è stato un allenatore di calcio austriaco.

## Carriera
Ha guidato la Nazionale austriaca ai Mondiali 1982.